# Nacken (Gudensberg)
Der Nacken ist eine 227,3 m ü. NHN hohe Basaltkuppe bei Gudensberg im nordhessischen Schwalm-Eder-Kreis.

## Geographische Lage
Der Nacken ist Teil der Gudensberger Kuppenschwelle (naturräumliche Untereinheit 343.24) in der Westhessischen Senke (naturräumliche Haupteinheit 343). Er befindet sich rund 1 km westlich der Gudensberger Kernstadt, etwa ebenso weit östlich des Dorfs und Gudensberger Stadtteils Dorla und etwa 750 m nordwestlich des Gudensberger Stadtteils Obervorschütz.
Rund 150 m bzw. 100 m nördlich verlaufen parallel zueinander die Bundesautobahn 49 und die Landesstraße L 3150. Unmittelbar nordwestlich überquert die von Dorla kommende Kreisstraße K 80 die A 49 und mündet ein in die L 3150; von dort führt ein Wirtschafts- und Fahrradweg ostwärts am Nacken vorbei nach Gudensberg.

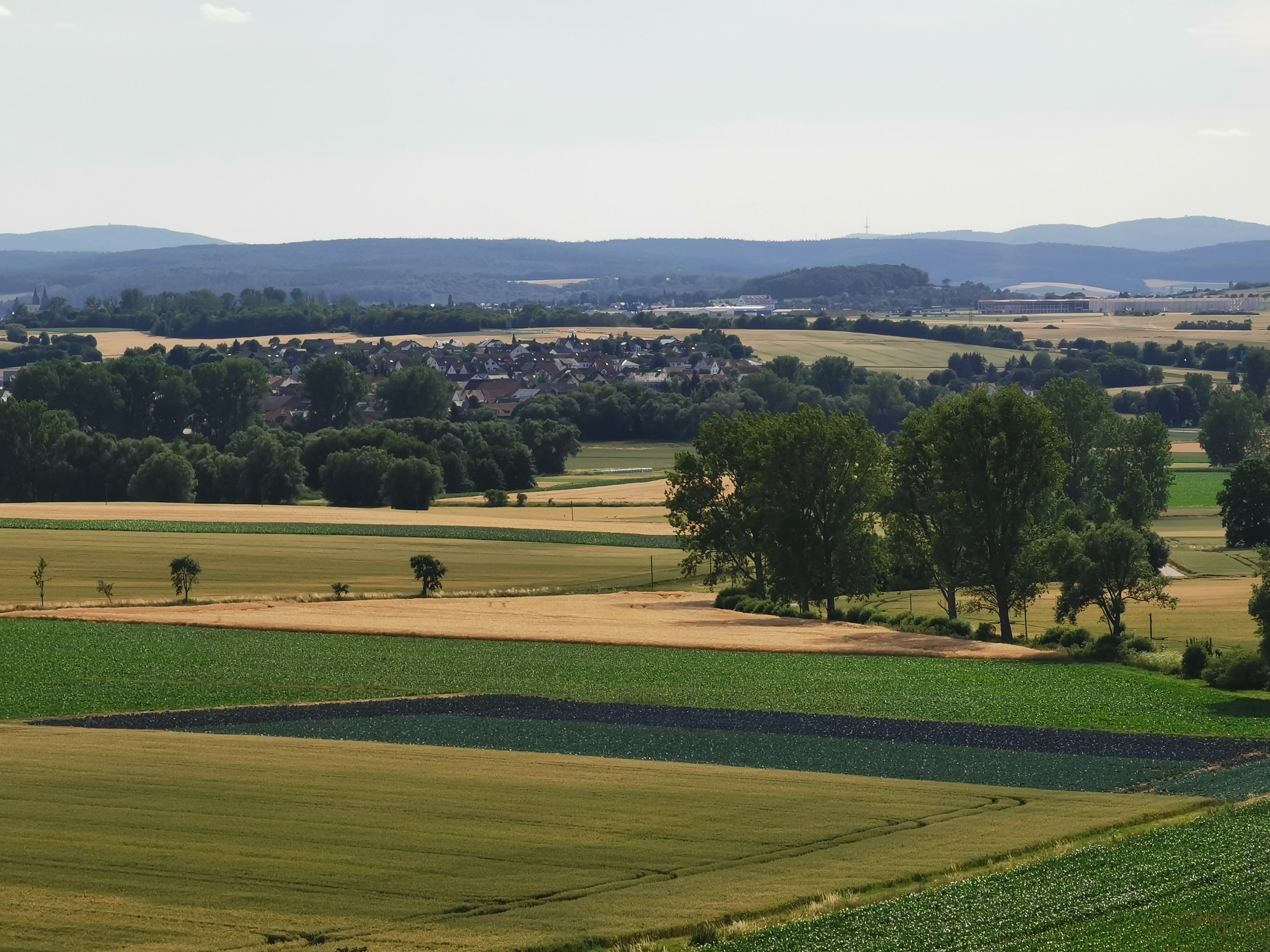
Blick vom Nacken nach Südwesten auf Werkel

## FFH-Schutz
Die kleine, inmitten von Äckern gelegene Kuppe weist eine geologische Besonderheit auf, einen sehr seltenen waagerechten Basaltsäulenverlauf, und ist Teil des 327,43 ha großen, aus sieben nicht miteinander verbundenen Bergkuppen bestehenden Fauna-Flora-Habitat-Gebiets Gudensberger Basaltkuppen und Wald am Falkenstein (FFH-Nr. 4721-304).
Auf dem die Kuppe bedeckenden Halbtrockenrasen wächst der in Deutschland recht seltene Steppenfenchel, seit 1996 in Deutschland in die Gefährdungskategorie 3 (= gefährdet) eingestuft; der Nacken ist damit der einzige Standort dieser Pflanze im Schwalm-Eder-Kreis und einer von nur noch zwei Standorten im Regierungsbezirk Kassel. Der Trockenrasen wird durch regelmäßige Beweidung im Frühjahr und Herbst sowie, wenn notwendig, durch Entkusselung erhalten. Die Pioniervegetation an den Silikatfelsen wird durch das Entfernen beschattender Elemente geschützt und bewahrt.

## Kaiser-Wilhelm-I.-Denkmal

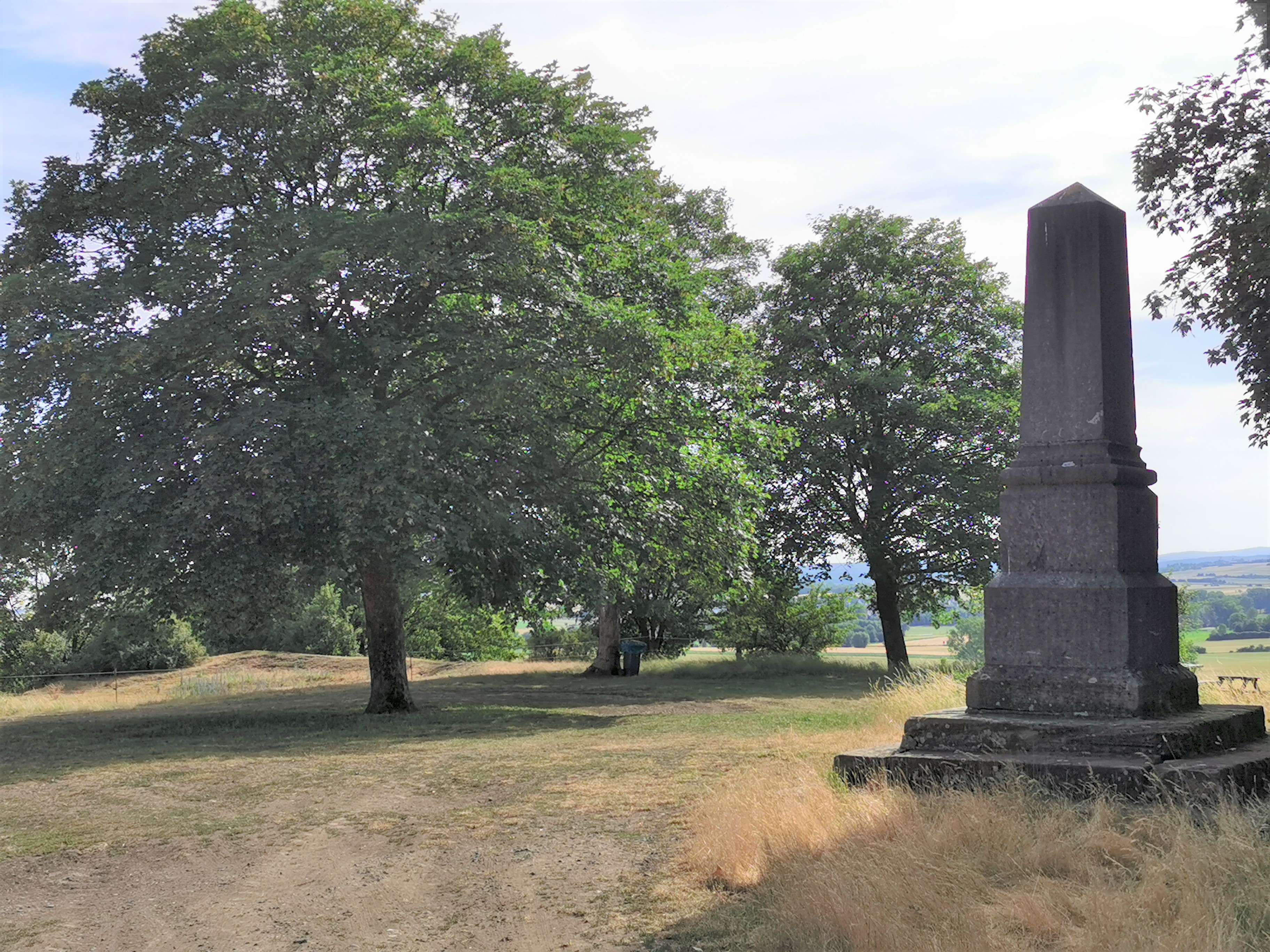
Der Obelisk

Um den Rand der Anhöhe stehen vereinzelte Bäume. In ihrer Mitte steht auf dreistufigem Sockel ein etwa zwei Meter hoher, am 23. September 1879 errichteter Obelisk. Er erinnert an den ein Jahr zuvor erfolgten Besuch des Kaisers Wilhelm I., der dort am 23. September 1878, mehrere Monate nach seiner schweren Verletzung beim vierten auf ihn verübten Attentat (2. Juni 1878), die Schlussparade des vom XI. Armee-Korps mit nicht wie sonst üblich zwei, sondern mit drei Divisionen im Raum zwischen Fritzlar und Wabern durchgeführten Kaisermanövers abgenommen hatte. Das vom damaligen Kreis Fritzlar und privaten Personen gestiftete Denkmal trägt eine Tafel mit der Inschrift:
Der Anwesenheit Sr. Majestät des Kaisers + Königs Wilhelm I. am 23ten September 1878 nach glücklicher Genesung in treuer Liebe u. Ergebenheit gewidmet vom Kreis Fritzlar 1879
Im Jahr 2019 ließ die Stadt Gudensberg das Denkmal aus Haushaltsmitteln für 12.000 Euro sanieren.

## Wandern

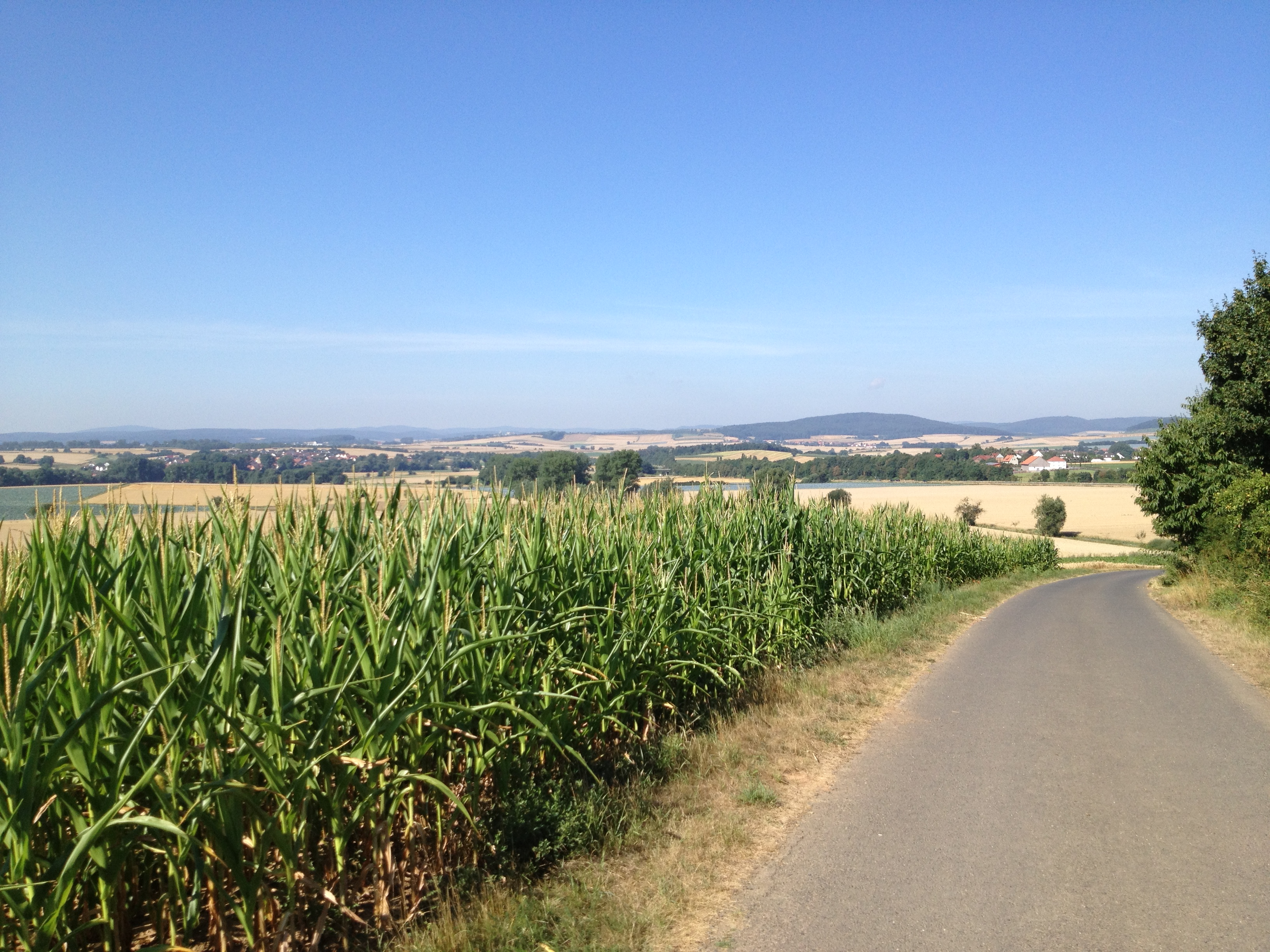
Blick vom Nacken nach Westen

Der Nacken ist ein beliebtes Wanderziel und bietet einen weiten Ausblick über die Umgebung, insbesondere nach Süden und Westen. Der „Gudensberger Panoramaweg“, ein insgesamt 21 km langer sportlicher Rundwanderweg zu Aussichtspunkten auf sieben Gudensberger Bergen, führt u. a. zum Nacken.